# Franjo Tomašić
Franjo Tomašić, hrvaški general, * 2. oktober 1761, † 12. avgust 1831.